# Edgar Kaufmann Jr.
Edgar Kaufmann Jr., né le 9 avril 1910 à Pittsburgh et mort le 31 juillet 1989 à Manhattan, New York, est un architecte américain, conférencier, auteur et professeur auxiliaire d'architecture et d'histoire de l'art à l'Université Columbia.

## Premières années
Il est le fils d'Edgar J. Kaufmann (en), un riche homme d'affaires et philanthrope de Pittsburgh qui possède le grand magasin Kaufmann's (en), et de sa femme Liliane. Kaufmann Jr. fréquente l'École des arts et métiers du Staatliches Kunstgewerbemuseum de Vienne à la fin des années 1920. Il étudie la peinture et la typographie pendant trois ans avec Victor Hammer à Florence.
Après avoir lu l'autobiographie de Frank Lloyd Wright, Kaufmann décide de devenir apprenti résident en architecture à la Taliesin East School and Studio de Wright de 1933 à 1934. Selon fallwater.org, il est particulièrement attentif à l'orthographe de son nom "Edgar Kaufmann jr",.

## Carrière
Lorsqu'il quitte la bourse Taliesin de Wright en 1935, il rejoint l'entreprise familiale et devient « Merchandise Manager in Home Furnishings », et en 1938, est élu secrétaire du Kaufmann Department Stores, Inc.. En 1940, il écrit à Alfred Barr du Museum of Modern Art, proposant une compétition de design organique, qui se conclut par l'exposition: Organic Design in Home Furnishings entre le 24 septembre et le 9 novembre 1941. Le concours est aussi remporté par Charles Eames et Eero Saarinen. Cette année là, il quitte Kaufmann's pour rejoindre le Museum of Modern Art.
Il sert dans l'armée de l'air de 1942 à 1946 pendant la Seconde Guerre mondiale. Par la suite, il est directeur du département de design industriel au Museum of Modern Art (MoMA) de New York. La plus grande réalisation d'Edgar pendant son mandat au MOMA est le programme « Good Design » de 1950 à 1955, dans lequel le musée s'est associé au Merchandise Mart de Chicago, promouvant un bon design dans les objets et l'ameublement ménagers. Sa Fondation Edgar J. Kaufmann embauche également l'architecte finlandais Alvar Aalto pour concevoir le Kaufmann Conference Center à New York, qui est achevé en 1964.
De 1963 à 1986, Kaufmann est professeur adjoint d'architecture et d'histoire de l'art à l'Université Columbia. Il est l'auteur de plusieurs livres sur l'architecture de Wright et le design moderne, et contribue à la revue Arts + Architecture et à l'Encyclopædia Britannica.

### Maison sur la cascade
Kaufmann soutient fortement la décision de son père de commander à Frank Lloyd Wright la célèbre maison Fallingwater de 1936 au-dessus de Bear Run (en), Stewart Township, Pennsylvanie. Après la mort de son père en 1955, Kaufmann hérite de la maison Fallingwater, continuant à l'utiliser et à la partager comme retraite de montagne jusqu'en 1963. Ensuite, il confie les structures de Wright et plusieurs centaines d'acres des terres vierges environnantes des Laurel Highlands (en) dans les Monts Allegheny au Western Pennsylvania Conservancy (en), en tant que musée de la maison architecturale, et réserve d'espaces ouverts de conservation, à la mémoire de ses parents.

## Vie privée
Kaufmann, qui ne s'est pas marié et n'a pas eu d'enfants, meurt en 1989. Ses cendres sont dispersées autour de la propriété de Fallingwater par son partenaire Paul Mayén (en),, avec qui il partageait sa vie depuis les années 1950. Mayén a supervisé la construction du pavillon Fallingwater de 1979 à 1981, qui abrite le café, la boutique de cadeaux et le centre des visiteurs de Fallingwater. Après sa propre mort en 2000, les cendres de Mayén sont également dispersées à Fallingwater conformément à ses souhaits,,.
Kaufmann est parmi les personnalités publiques au cœur de l'effort pour sauver Olana, la maison de Frederic Edwin Church, avant qu'elle ne soit désignée monument historique national en 1965 et devienne par la suite un site historique de l'État de New York,.

### Collection d'art
Après sa mort, 21 pièces de sa collection d'art et de sculpture sont vendues aux enchères chez Sotheby's à New York; Elles comprenaient Facade in Tan and Grey et Composition in a Square de Mondrian, Face of a Flower de Klee, Guitar and Pink Fruit Dish dePicasso, Harlequin de Braque, Nu aux souliers roses de Matisse,  Forms in Contrast and Acrobats de Léger, Untitled III de de Kooning, Little Tree de Calder, Les Nymphéas de Monet, Petit Cheval de Duchamp, Woman With a Broken Shoulder de Giacometti, et Bird Flying Toward a Silver Tree de Miró.